# Adrian (Georgia)
Adrian es un pueblo ubicado en el condado de Johnson y el condado de Emanuel en el estado estadounidense de Georgia. En el censo de 2000, su población era de 579.

## Demografía
En el 2000 la renta per cápita promedia del hogar era de $18,281, y el ingreso promedio para una familia era de $28,750. El ingreso per cápita para la localidad era de $11,359. Los hombres tenían un ingreso per cápita de $26,607 contra $21,071 para las mujeres.

## Geografía
Adrian se encuentra ubicado en las coordenadas 32°31′55″N 82°35′26″O / 32.53194, -82.59056 (32.531960, -82.590680)
Según la Oficina del Censo, la localidad tiene un área total de 3,7 km² (1,4 mi²), de la cual 3,6 km² (1,4 mi²) es tierra y 0,1 km² (0 mi²) (3.5%) es agua.